# 馬布拉卡
馬布拉卡是西非國家塞拉利昂的城鎮，也是通科利利區的首府，位於首都弗里敦以東約135公里，是可樂果、棕櫚油、稻米和蕃茄的貿易中心，2004年人口56,313，是全國第六大城市。

## 外部連結
- - elevation = 71m[永久]